# いつも素顔の私でいたい
『いつも素顔の私でいたい』（いつもすがおのわたしでいたい）は、三枝夕夏 IN dbの23枚目のシングル。

## 概要
- 「誰もがきっと誰かのサンタクロース」から3作連続で大野愛果が作曲を務めた。
- 初回盤は曲のタイトルにちなみ、三枝夕夏の素顔をイメージした、オフショット・メイキング映像を収録したDVDが付属していた。

## 収録曲
1. いつも素顔の私でいたい
  - 作詞：三枝夕夏 / 作曲：大野愛果 / 編曲：葉山たけし

曲のデモ自体は6年前から存在しており、ストックしておいたものである。
三枝夕夏曰く、他人に嫌われるのが怖くて自らの感情を抑えてしまう子をテーマに、飾らない言葉で作詞をした、とのこと。
2. 熱いシャワー浴びて
  - 作詞・作曲：三枝夕夏 / 編曲：葉山たけし
3. いつも素顔の私でいたい 〜Instrumental〜

## タイアップ
いつも素顔の私でいたい
- 中京テレビ制作・日本テレビ系『フットンダ』6月度エンディングテーマ。

## 収録アルバム
いつも素顔の私でいたい
- U-ka saegusa IN db IV 〜クリスタルな季節に魅せられて〜
- U-ka saegusa IN db Final Best